# Ázsiai méhatka
Az ázsiai méhatka (Varroa destructor) a házi méh (Apis mellifera) ektoparazitája.
A közelmúltig általában Varroa jacobsoni néven volt ismert. Az eddig Varroa jacobsoni-nak tartott fajról azonban kiderült, hogy valójában két hasonló, de jól elkülönülő fajról van szó. A délkelet-ázsiai Apis cerana méhen terjedt el a mai értelemben vett Varroa jacobsoni, míg az Európában is tenyésztett házi méh (Apis mellifera) parazitája a Varroa destructor. A nőstény hossza 1,1 milliméter, szélessége 1,6 mm. A fedett fiasításban szaporodik.
Ezek az atkák csak méhek kolóniáiban élősködve képesek szaporodni. A méhek testfelületén megtapadva azok szövetnedveiből táplálkoznak, miközben további kórokozókat (pl. vírusokat) is terjeszthetnek. A terjesztett betegségek hatására a mézelő méh kolóniája legyengül és a méhész szakszerű gondozása nélkül a fajta (Apis mellifera) immunitási jegyek (öntisztítási ösztön) hiányában elpusztul. Az atka a gondatlan méhész, illetve a szakszerűtlen kezelés hatására a vegyszerekre és más gyógymódokra immunitást szerez, majd a méhész vándorlásának következtében gyorsan terjed. Ezért a fajt korunk méhészei legnagyobb ellenségének tartjuk, hiszen közvetlenül (vérszívás) és közvetve (fertőző betegségek terjesztése) egyaránt veszélyes élősködő. Mivel a méh „vére” nem tartalmaz vérlemezkéket, vagy véralvadási faktorokat, ezért az atka vérszívása után a szúrt sebek nem gyógyulnak be, ami további fertőzések forrása lehet.
Az erős fertőzöttség okozta betegség – a varroatózis – az egész méhcsalád pusztulását okozhatja. A betegség elleni gyógyszeres védekezés viszonylag nehézkes, ezért jelentős gazdasági károkat okoz. Gyógyszeres kezelés nélkül a nem rezisztens fajták családjai három év alatt kihalnak.
Az atkapopuláció növekedése és csökkenése követi a méhcsalád életritmusát. Vérszívás után a nyitott méhsejtekbe petéz. A lerakott peték a fedett méhsejtekben fejlődnek ki, majd az újszülött méhvel együtt elhagyják a méhsejtet, hogy vérszívás után hónapról hónapra duplázzák a populációt.
A leghatásosabb vegyszeres védekezés a fiasítás-mentes őszi-téli időszakban lehetséges.

## Leírása

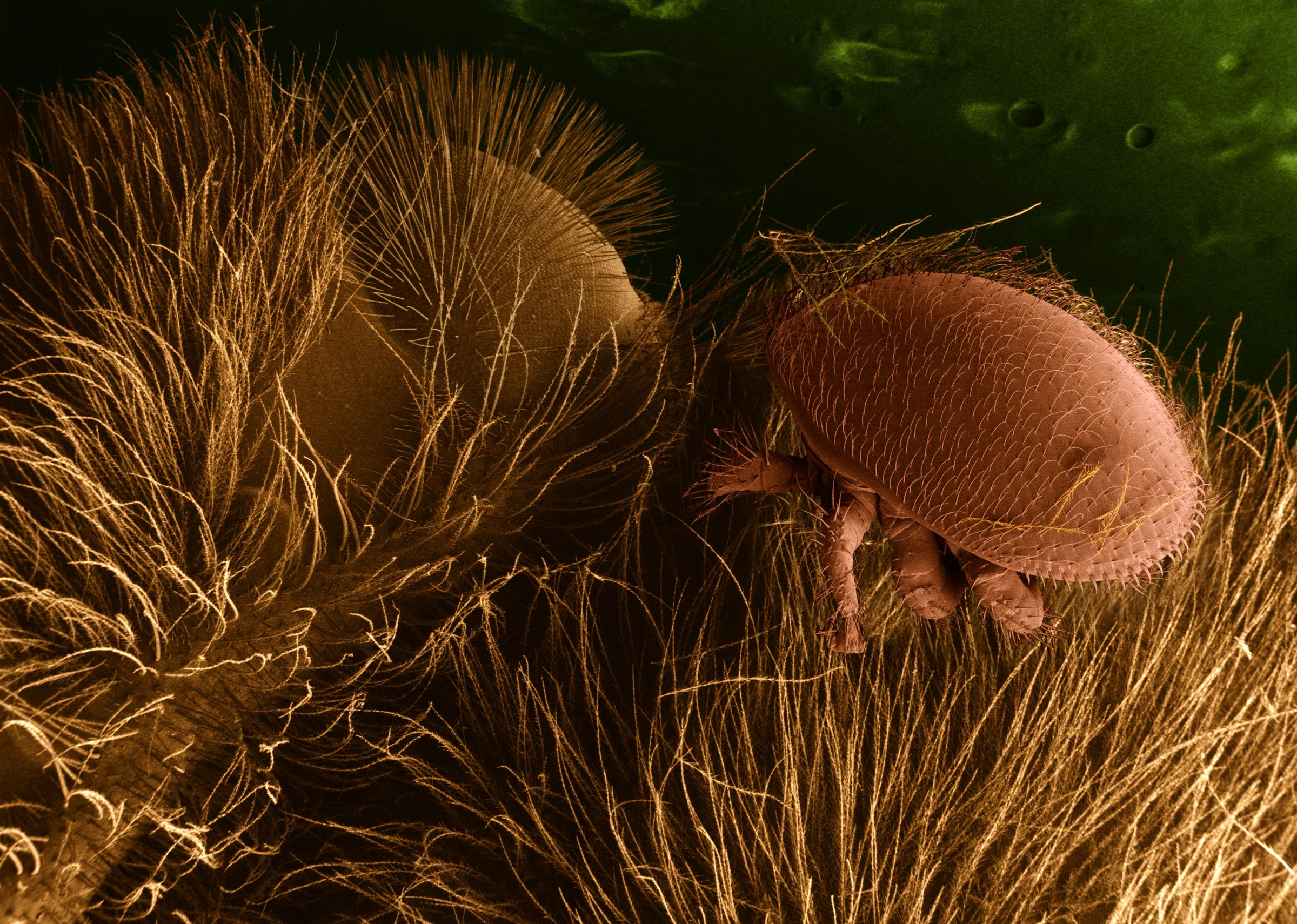
Varroa atka egy méh lábán pásztázó elektronmikroszkóp alatt

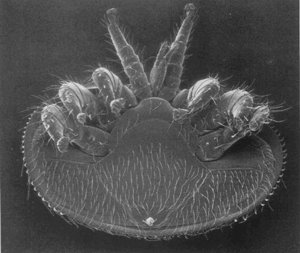
Az ázsiai méhatka hasi oldala, négy pár lábbal. A kinyújtott első pár láb tapogatóként szolgál. Az első pár láb között az atka szájszerve látható
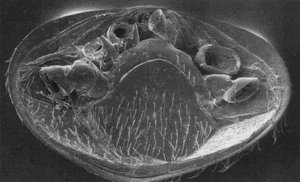
Ázsiai méhatka, aminek egy krajnai méh leharapta a lábait.

A felnőtt atka laposgomb alakú, 1-1,8 mm hosszú, 1,5–2 mm széles. A kifejlett méhen nehezen felfedezhető, mivel sokszor a méh potrohának kitinlemezei közé húzódik. Mivel keveset tartózkodik a méheken – többnyire a fiasításba húzódva tölti életét –, ezért nehezen megfigyelhető, és jelenléte már csak erős fertőzöttség esetén állapítható meg. Fejtora viszonylag kicsi, a hasi oldalon az első pár láb csípőjéig nyúlik, ám ez felülről nem látható. A fejtort felülről osztatlan, vörösesbarna, szklerotizált kitinpáncél fedi. Hasi oldalán páncélja varrattal ízesülő, szintén vörösesbarna ízekből áll. A nőstény torának hátpáncélja ellipszis alakú, és szélesebb, mint hosszabb. Szájszervében egy páros tapogató szolgál érzékelésre, és a csáprágó a táplálék felvételére. A csáprágó utolsó íze mozgatható és fogazott, az atka ezzel kapaszkodik a gazdájába. Ahogy a család többi tagjánál, ennél az atkánál is hiányzik a második, nem mozgatható íz. Négy pár lába közül az első pár hat, a többi hét ízből áll. Rövid, de erős lábain nincsenek karmok; ezek helyett speciális struktúrák, apothélák rögzítik a gazdán. Az első pár lábát az atka előre nyújtja, és nem járásra, hanem csak érzékelésre használja. Ezt érzékszőrök borítják, amelyek tapintásra és kémiai érzékelésre (szaglás, ízlelés) képesek. Továbbá ez a pár hordoz még egy érzékszervet, ami a kullancsok Haller-szervéhez hasonlít. A fejtor hasi oldalán található a peritréma, ami egy hosszúkás mélyedés. A stigmák kívül ülnek, ezek a tracheatüdő bejáratai.
A fajt erős nemi kétalakúság jellemzi. A hím sokkal kisebb és soványabb, inkább háromszögletű vagy csepp alakú, lábai testéhez képest hosszabbak. Sárga, és kevésbé szklerotizált, mint a nőstény.

## Életmódja

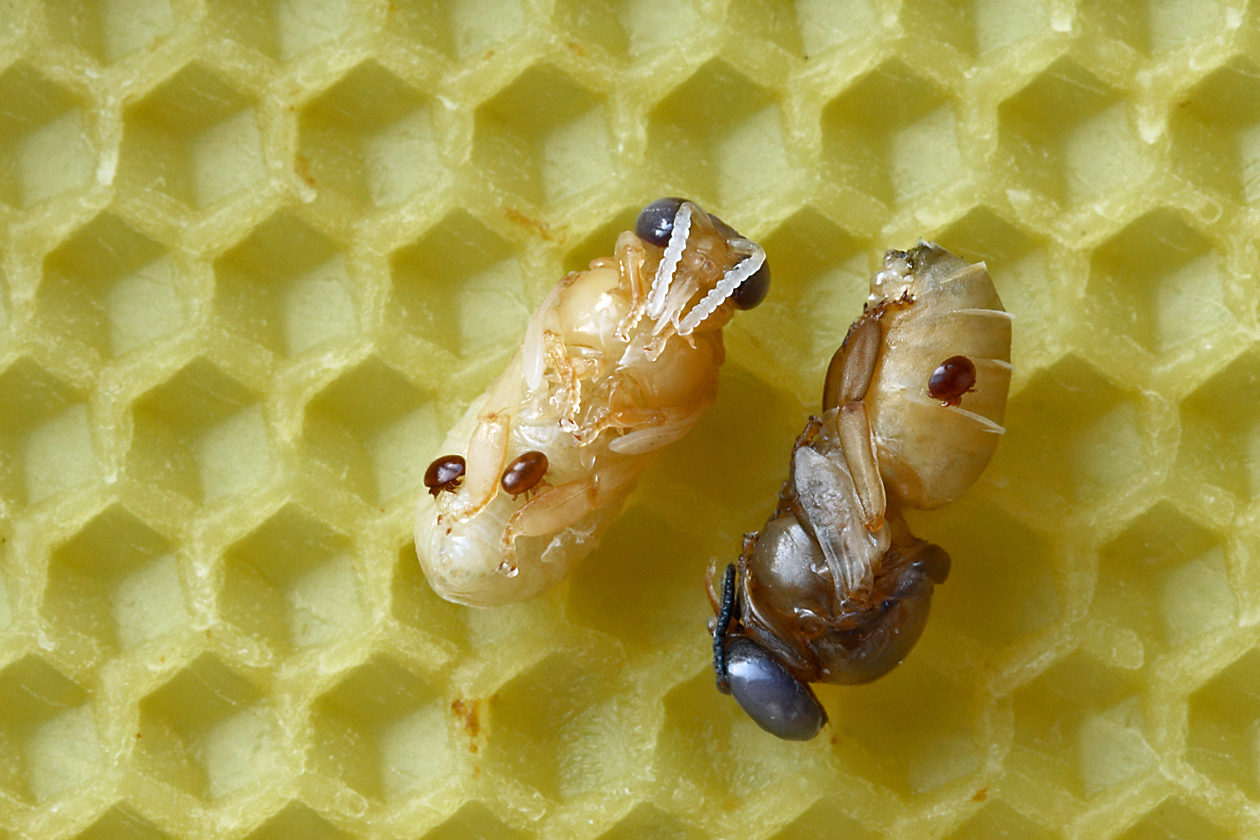
Varroa atkák méhbábon

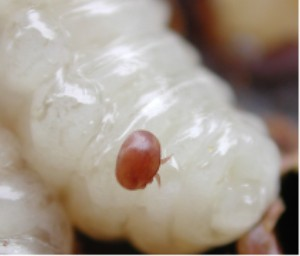
Varroa destructor álcán

Reprodukciós ideje tíznapos ciklus, dinamikája exponenciális. Minden fejlődési alakja élősködő. A hímek és nimfaállapotban a nőstények a fedett fiasításban vannak. Csak a nőstények hagyják el a sejtet. Többnyire kifejlett méhek potrohának hasi oldalára telepednek, és a lemezek közeinél fúrják be magukat, de máshol is előfordulnak. Hátpáncélja megvédi a méh tisztogatásától. A méhekkel terjed tovább sejtről sejtre. Terjesztői a herék, az eltájoló méhek és a rablók, melyekről közvetlen érintkezéssel kerülhet át más családok méheire. A nőstények a kifejlett méhek vérnyirkát szívják, de a fejlődéshez szükségük van a méhek fiasítására.
Az atkák akkor szállnak le a méhről, amikor az a fiasítást fedi. Habár az atka kemoreceptorai ismertek, és viselkedési kísérletekből már tudjuk, hogy az álca, a gubó és a táplálékkészlet csalogatja, még mindig nem tudjuk, hogy mi az a jel, aminek hatására elhagyja a gazdáját. A herefiasítás rendszerint nyolcszor erősebben fertőzött, mint a dolgozófiasítás, és az anyafiasítás sosem fertőzött. Az atka a lárva mellett lemászik a sejt aljára az ételmaradékba, hogy a méhek ne érjék el. A táplálék felélése után elkezdi a lárva vérnyirkát szívni. A fedés után ötven órával petézni kezd. Az első pete megtermékenyítetlen, ami a haplodiploid nemmeghatározás szerint hímet jelent. A többi petét harminc órás időközönként rakja le, és ezek mindegyike nőstény lesz. Dolgozófiasításban átlagban összesen öt, herefiasításban hat petét rak le.
A hatlábú lárva még a petében fejlődik, és csak a nyolclábú protonimfa kel ki. Ez vedlése után deuteronimfává alakul, ami már a kifejlett atkává válik. A nimfaállapotok végén az atka mozdulatlanná válik. A második megmerevedett szakaszban az atka már a felnőttkori színezetét viseli. Maguk a nimfák és a hímek nem tudják megsebezni a bábot, ezt anyjuk teszi meg helyettük általában a potroh ötödik szegmensén.
Az atka utolsó vedlésével ivaréretté válik. A gyorsabban fejlődő hím megvárja a nőstényeket, és azután párzik velük. Ivarsejtjeit csomagban juttatja a nőstény ivarnyílásához, ahonnan a hímivarsejtek a nőstény spermaraktárába kerülnek későbbi felhasználásra. A hím nem hagyja el a sejtet, ahova született. A nőstények a kikelő méhvel együtt kelnek ki a sejtből.
Annak ellenére, hogy viszonylag lassan szaporodik, és vannak atkák, amik ismeretlen okokból nem szaporodnak, kezelés nélkül közép-európai éghajlaton három-négy év alatt ki tud pusztítani egy méhcsaládot. Szubtrópusi, trópusi területeken az atkapopuláció lassabban nő.

## Elterjedése és gazdái

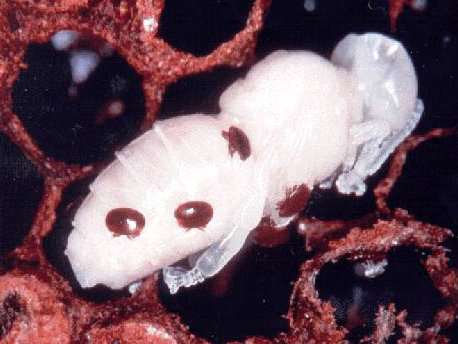
Ázsiai méhatka méhbábon

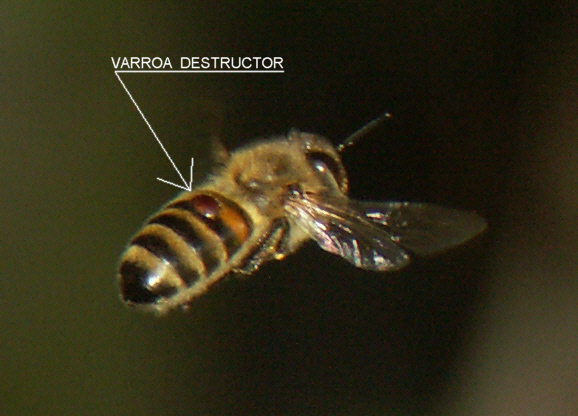
Ázsiai méhatka repülő házi méhen

A Varroa destructort, mint önálló fajt 2000-ben írta le Anderson és Trueman. Előtte (1904) az ázsiai méhatkát a Varroa jacobsoni Oudemans fajba sorolták, ami csak Délkelet-Ázsiában él. A régebbi irodalomban ezen a néven található meg.
Eredeti gazdája az indiai méh. Ennél a fajnál csak a herefiasítást támadja, a dolgozófiasításban nem tud kifejlődni. A trópusi területeken terjedt el három közeli rokon fajjal együtt. Azokon a területeken mászott át a házi méhre, ahol mindkét méhfaj jelen volt. A fajnak nem ismert más gazdája.
Molekuláris genetikai vizsgálatok szerint a Varroa jacobsoninak több törzse van, amelyek különböző területeken terjedtek el. Csak két törzs került át a házi méhre, amelyek közül egyet hurcoltak szerte a világban. Ma a faj genetikai változatossága olyan alacsony, hogy szinte klónoknak tekinthetők.
Ma Ausztrálián és az Antarktiszon kívül mindenütt megtalálható. A méhanyákkal és a családokkal terjedt el. Az első bizonyítékok az orosz óceánpartról 1952-ből származnak, Japánból először 1958-ból jelentették. Európában először 1967-ben találták meg Bulgáriában. Németországban 1977 óta van jelen.
Európában sok helyen nagy területeket borítanak monokultúrák, emiatt a méhészeknek vándorolniuk kell. Ez kedvez az élősködők gyors terjedésének.
- 1960-as évek eleje Japán, Szovjetunió
- 1960–1970-es évek Kelet-Európa
- 1971 Brazília
- 1970-es évek vége Dél-Amerika
- 1980 Lengyelország
- 1982 Franciaország
- 1984 Svájc, Spanyolország, Olaszország
- 1987 Portugália
- 1987 USA
- 1989 Kanada
- 1992 Egyesült Királyság[8]
- 2000 Új-Zéland, (Északi-sziget)
- 2006 Új-Zéland (Déli-sziget)[9]
- 2007 Hawaii (Oahu, Hawaii sziget)[10][11]

Ausztráliában 2012 júniusáig nem találták meg a fajt. 2010 elején felfedezték a mézelő méh egy elszigetelt alfaját Kufrában (Délkelet-Líbia), amin nem találtak atkát.

## A méhek betegsége és halála
Az atka többféleképpen is legyengíti a méheket. A lárvaként szívott méhek testsúlya lecsökken, keléskor 10%-kal könnyebbek egészséges társaiknál. Élettartamuk rövidebb, gyengébb az emlékezetük, és gyakrabban fordul elő, hogy nem térnek haza.
Az atka vírusokat is terjeszt  A méheket fertőző tizennyolc ismert vírus közül öt bizonyítottan terjed az atkával. Emellett a méh immunrendszerének gyengülésével az eddig elnyomott kórokozók most már kialakíthatják a betegséget. Feltételezik, hogy a méhcsalád kihalását csak közvetve okozza az atka. Jelenléte a nozéma felerősödését okozza.
Az atka Németországban az őszi-téli félévben évek óta járványszerű méhpusztulást okoz.

## Ellenálló-képesség
Eredeti gazdájának, az indiai méhnek ritkán okoz nagyobb problémát. Itt csak a hereálcák fertőződnek. A méhek le tudják magukról rágni, és a súlyosan fertőzött herék nem kelnek ki, a sejtben maradva pusztulnak el. A méhek csalit is készítenek az atkának, majd hermetikusan befedik a sejtet, és az atka megfullad. Mindezek korlátozzák az atka szaporodását. A házi méh viselkedéséből hiányoznak ezek a koevolúcióval szerzett tulajdonságok.
A házi méh bizonyos családjai nagyobb károsodás nélkül tudnak együtt élni az atkával. Az afrikanizált méh jól dokumentáltan jobban ellenáll neki, mint sok más fajta. Európában Gotlandban (Svédország), és Avignonban (Franciaország) élnek populációk, amelyek hosszabb ideig ellent tudnak állni az atkának. Egyes orosz méhtörzsek szintén jobban ellenállnak neki, mint a legtöbb európai fajta (Primorszki-méhek).
Az ellenálló vonalak kitenyésztése sokat ígérő, hosszú távú megoldás az atka leküzdésére. Többször is megpróbálták a rezisztenciát keresztezéssel átvinni, eddig csekély eredménnyel.

## Kezelése
Még ha az atkák nem is láthatók a méheken, bizonyos mértékű fertőzöttség feltételezhető. A fertőzöttség a kaptárszemét vizsgálatával mérhető fel, de még ez sem feltétlenül ad pontos eredményt, mert ha kevés az atka, akkor lehet, hogy a használt szer a rossz. Ha július elején naponta legalább tíz atka esik le, akkor a fertőzöttség kritikusnak tekinthető. A porcukormódszer sokkal pontosabb.

### Vegyszerek
Az atka ellen akaricidekkel lehet védekezni. Először a foszforsavésztert és a piretroidokat vetették be, azonban több atkapopuláció is rezisztenssé vált több efféle szerre. A kezelés hátránya, hogy a szintetikus szerek felhalmozódnak a mézben és a viaszban, és a méheket is károsítják. Nem várható, hogy új hatóanyagok jelennek meg, ezért a szerek hatásossága csökken.
A szerves savak közül az oxálsav, a hangyasav és a tejsav részben jó eredménnyel tudja helyettesíteni a felhalmozódó szintetikus szereket. A tejsavat a még fiasítás nélküli új családok első kezelésére, és az utolsó fiasítás kikelése után a télre készüléskor használják. A hangyasavat többféleképpen juttatják be: az újabb módszerek hordásidőben is lehetővé teszik használatát, és utánuk még lehet pergetni. Az oxálsavat novemberben-decemberben csepegtetik a léputcákba. Ezek a savak és sóik a természetes anyagcsere termékeiként egyébként is jelen vannak egyes mézekben és a viaszban. Egy másik módszer éterolajat használ timollal.
A legtöbb szer csak fiasításmentes időszakban eredményes, az eredmény a hőmérséklettől és a szer gőznyomásától is függ. Ez csökkenti a rezisztencia kialakulásának esélyét, és a kipergetett mézben sem lesz szermaradvány.

#### Ismert szintetikus szerek
- Apiguard
- ApiLiveVar
- Thymovar
- Destruktor
- ApiLiveVar
- Apivar
- Taktik

#### Természetközeli hatóanyagok
- Tejsav
- Hangyasav
- Oxálsav
- Porcukor
- Illóolajok, citrom, menta és kakukkfű illóolaja
- Cukorészterek
- Ásványi olaj
- A komló természetes vegyületei

### Biológiai módszerek
Az atkák a herefiasítást kedvelik; ott ötször-tízszer gyakoribbak, mint a dolgozófiasításban. Mivel a hőmérséklet is kedvezőbb az atkának, és a herék hosszabb fejlődése több időt hagy nekik, így ott jobban is szaporodnak. Ezért a méhészek építtető kereteket adnak méheiknek herefiasítás céljából. Ezek üres keretek, még műlép sincs bennük. Ezeket a méhek kiépítik herefiasítás számára, és az anya be is petézi herepetékkel. A fedett sejtes herefiasítást nem sokkal a herék kifejlődése előtt elveszik, és fehérjeként hasznosítják. A rendszeres elvétel hátránya, hogy szelektálja az atkákat. Azok az atkák maradnak életben, amelyek a dolgozófiasítást támadták meg. Másrészt lehet, hogy nem lesz here a saját anyák megtermékenyítéséhez.
A módszer továbbfejlesztése, hogy az elvett herefiasítást lefagyasztják, majd visszaadják a családnak. A dolgozók kitakarítják az elpusztult heréket és a velük együtt elpusztult atkákat, kitakarítják a sejteket, majd az anya újra bepetézi herepetékkel.
A mesterséges raj módszere megszakítja a méhek utódnevelésének ciklusát. A családtól elveszik a fedett fiasítást, és az anyát egy lépre zárják. Kilencnapos időközönként az anyát egy másik lépre zárják, és a most már fedett fiasítást elveszik. Ezzel a módszerrel az atkák 80%-a eltávolítható.
Woköck/Bojaschewsky fogólépes módszere szintén elkerüli a vegyszerek használatát. Munkaigényes, viszont kizárja az atkák rezisztenssé válását, és a szelektálással az atkák szaporodóképességét is rontja.
Az atkán genetikai kísérleteket is végeznek gének kiütésével. A cél az, hogy a méhek ki tudják szagolni és dobni a fertőzött fiasítást.

### Fizikai módszerek
Az atka egy kicsit kevésbé bírja a melegítést, mint a méhek. A keretek óvatos melegítésével elérhető, hogy az atka elpusztuljon, és a méhek túléljék. Először Kelet-Európában használták a módszert az 1970-es években.
Ha az atka leesik a méhről, akkor vissza kell kapaszkodnia ahhoz, hogy folytathassa táplálkozását. Ha a kaptár alját megfelelő sűrűségű ráccsal borítjuk, akkor a leesett atkák nem tudnak visszamászni.
A kissejtes módszer lényege, hogy a műlép sejtjeinek méretét a szabványosnál kisebbre veszik; a sejtek átmérője 4,9 mm, ami 0,5 mm-rel kisebb a szabványnál (~5,4 mm). Ez növeli a különbséget a here és a dolgozófiasítás sejtmérete között, amitől a heresejtek még vonzóbbá válnak az atkák számára. Habár lelkes hívei vannak, a kísérleti eredmények nem meggyőzőek.
2019 közepére két újabb módszer lépte át a kísérleti, illetve a prototípus fázis határát. Széles körű kísérletek történtek az atka nagyfrekvenciás elektromágneses, hang és mechanikai vibrációs, illetve lézersugárral való eltávolítására. A lézeres megoldás biztonságosnak és hatékonynak bizonyult, a módszer sorozatgyártás előtt áll. Lényege, hogy a kaptárkapun áthaladó méhegyedeket optikai úton megfigyeli és az azonosított atkát lézersugárral leégeti. A vibráción alapuló módszer alapja, hogy a nagyfrekvenciás elektromágneses (EM) sugárzás bizonyos feltételek teljesülése esetén károsítja az eukarióta sejtek membránját. Ezt a hatást egészíti ki a szilárd és légnemű környezet gyors ütemű mozgását okozó hang és fizikai rezgés. A kísérletek egyelőre bizonyságul szolgáltak az EM sugárzás hatásaira ám azok nem specifikusak és a méheket is károsítják.

## Fordítás
- Ez a szócikk részben vagy egészben  a   Varroamilbe című német Wikipédia-szócikk fordításán alapul.  Az eredeti cikk szerkesztőit annak laptörténete sorolja fel. Ez a jelzés csupán a megfogalmazás eredetét és a szerzői jogokat jelzi, nem szolgál a cikkben szereplő információk forrásmegjelöléseként.
- Ez a szócikk részben vagy egészben  a   Varroa destructor című angol Wikipédia-szócikk fordításán alapul.  Az eredeti cikk szerkesztőit annak laptörténete sorolja fel. Ez a jelzés csupán a megfogalmazás eredetét és a szerzői jogokat jelzi, nem szolgál a cikkben szereplő információk forrásmegjelöléseként.